# Ołeksandriwka (rejon ochtyrski)
Ołeksandriwka (ukr. Олександрівка) – wieś na Ukrainie, w obwodzie sumskim, w rejonie ochtyrskim, w hromadzie Wełyka Pysariwka. W 2001 liczyła 430 mieszkańców.

## Urodzeni
- Wołodymyr Stelmach - ukraiński ekonomista i polityk.